# Дубинин, Дмитрий Юрьевич

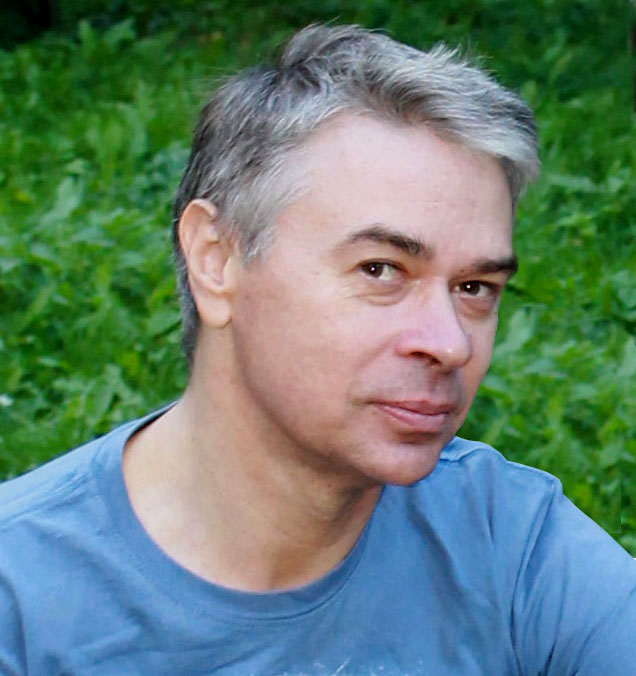

Дуби́нин, Дми́трий Ю́рьевич — российский писатель, член Союза писателей России.

## Биография
Родился 18 июля 1966 года в городе Новосибирске.
В 1983 году окончил среднюю школу № 55 и тогда же поступил в институт инженеров водного транспорта, который успешно окончил в 1991-м. С третьего курса был призван в погранвойска (Приморский край). По окончании института некоторое время работал инженером по снабжению на разных предприятиях.
Работал в газетах «Момент истины», «Вечерний Новосибирск», «Советская Сибирь» (корреспондент, заместитель ответственного секретаря) и др.
Публиковался в периодической печати.
Отдельные рассказы и повести печатались в газетах «Вечерний Новосибирск», «Советская Сибирь», журнале «Уральский следопыт» (г. Екатеринбург), альманахах издательского дома «Искатель» (г. Москва).
Живёт и работает в Новосибирске.
С 1996 член Союза журналистов РФ.
С 2000 член Союза писателей РФ.

### Романы
- ЭФФЕКТ БАРТИНИ (1996): фантастический триллер//Дубинин Д. Бомба из прошлого: Детективные повести и роман. — Новосибирск: Мангазея, 1997.- С. 7 — 203. — (Русский криминал).
- РЖАВЫЙ РАССВЕТ (1997): детектив//Дубинин Д. Дорога мёртвых: Детективные романы. — Новосибирск: Мангазея, 1998.- С. 7 — 220. — (Русский криминал).
- В ТЕМНУЮ (1997): детектив//Дубинин Д. Дорога мёртвых: Детективные романы. — Новосибирск: Мангазея, 1998.- С. 223—438. — (Русский криминал).
- МЕСТЬ КОНТРАБАНДОЙ (1998): боевик//Дубинин Д. Месть контрабандой: Детективный роман. — Новосибирск: Мангазея, 1998.- С. 5 — 468. — (Русский криминал).
- МЕСТЬ КОНТРАБАНДОЙ//Дубинин Д. Месть контрабандой. — Санкт-Петербург: Издательство «Крылов», 2004. (в двух книгах) — (Современная авантюра).
- ЗОЛОТОЙ ИЕРОГЛИФ (1998—1999): приключения//Советская Сибирь. — Новосибирск, 2003. № 24 — 114 (только еженедельные выпуски).
- ЗОЛОТОЙ ИЕРОГЛИФ//Дубинин Д. Золотой иероглиф. — Санкт-Петербург: Издательство «Крылов», 2004.- С. 5 — 377. — (Современная авантюра).
- УЗУРПАТОР НИОТКУДА (2006): приключения//Искатель. – Москва, 2009. № 2.– С. 5 – 320. – (Детективы "Искателя").

### Повести
- СРОЧНЫЙ ГРУЗ ИЗ ПРОШЛОГО (1992, 1996): детектив//Вечерний Новосибирск. — Новосибирск, 1996. № 142—156.
- СРОЧНЫЙ ГРУЗ ИЗ ПРОШЛОГО//Дубинин Д. Бомба из прошлого: Детективные повести и роман. — Новосибирск: Мангазея, 1997.- С. 319—388. — (Русский криминал).
- СУПРЕМАТОР (1993, 1996): фантастический триллер//Дубинин Д. Бомба из прошлого: Детективные повести и роман. — Новосибирск: Мангазея, 1997.- С. 207—316. — (Русский криминал).
- ПОД ЧУЖИМ ИМЕНЕМ (1995): детектив//Дубинин Д. Бомба из прошлого: Детективные повести и роман. — Новосибирск: Мангазея, 1997.- С. 391—482. — (Русский криминал).
- НЕ СМЕЙ ЕЁ ОБИЖАТЬ (1999): детектив//Искатель. — Москва, 2003. № 6. (Под названием «Плата за страх»).
- НЕ СМЕЙ ЕЁ ОБИЖАТЬ//Дубинин Д. Не смей её обижать: Детективный роман. — Новосибирск: Мангазея, 2004.- С. 5 — 313. — (Русский криминал).
- ТИХИЕ ШАГИ КОШКИ (2003) детектив//Мир Искателя. — Москва, 2003. № 4. (Под названием «В поисках смерти»).
- НЕТ ПОДАРКА НА РОЖДЕСТВО (2004) детектив//Искатель. — Москва, 2004. № 9. (Под названием «Убийство на рождество»).
- ДЕНЬ СКАРАБЕЯ (2007) детектив//Мир Искателя. — Москва, 2007. № 2.

### Рассказы
- КРИК БОГА (1992): фантастический рассказ//Уральский следопыт. — Екатеринбург, 1996. № 2. — С. 46.
- ДОРОГА МЁРТВЫХ (1994): триллер//Дубинин Д. Дорога мёртвых: Детективные романы. — Новосибирск: Мангазея, 1998.- С. 441—459. — (Русский криминал).